# Stazione di Jōyō
La stazione di Jōyō (城陽駅?, Jōyō-eki) è una stazione ferroviaria della città di Jōyō, nella prefettura di Kyoto in Giappone. La stazione è servita dalla linea Nara della JR West, ed è dotata di 2 binari passanti in superficie.

## Linee e servizi
JR West
■ Linea Nara

## Struttura
La stazione è costituita da due marciapiedi laterali con due binari passanti in superficie. 
| 1 | ■ Linea Nara | per Uji e Kyoto |
| 2 | ■ Linea Nara | per Kizu e Nara |

## Stazioni adiacenti
| «             | Servizio                 | »             |
| Linea JR Nara | Linea JR Nara            | Linea JR Nara |
| ------------- | ------------------------ | ------------- |
| Shinden       | Locale Rapido Settoriale | Nagaike       |
| Shinden       | Rapido                   | Tamamizu      |
| Uji           | Rapido Miyakoji          | Tamamizu      |